# Кауанс, Гордон
Го́рдон Ка́уанс (англ. Gordon Cowans; 27 октября 1958) — английский футболист, полузащитник. Выступал за сборную Англии.

## Ранняя жизнь и карьера
Гордон Кауанс, английский футболист и полузащитник, родился 27 октября 1958 года в Вест Корнфорт, Англия.
Ранние годы Кауанса были связаны с его неослабевающей страстью к футболу. С самого детства он проявлял любовь к спорту, и мало кто сомневался, что он сделает свою карьеру именно в этой области. Интерес к футболу Кауанса стал заметен в молодом возрасте, и его родители поддерживали его в этом стремлении.
Карьера Кауанса начала набирать обороты, когда он был замечен скаутами местного клуба «Астон Вилла». Он был приглашен в молодёжную академию клуба.

## Клубная карьера
Гордон Кауанс — воспитанник «Астон Виллы» вместе с которой он выиграл Кубок Футбольной лиги 1977, Футбольную лигу сезона 1981/82, Кубок европейских чемпионов сезона 1982/93, Суперкубок Европы 1982 и занял второе место в Футбольной лиге сезона 1990/91. Он присоединился к Астон Вилле в 15 лет и в 18 подписал профессиональный контракт. В 1985 Кауанс перешёл в итальянский клуб «Бари» из одноименного города. В 1988 году вернулся в Астон Виллу. В ноябре 1991 был продан в «Блэкберн Роверс» за 200000 фунтов стерлингов и помог клубу выйти в английскую Премьер-лигу. В июле 1993 на правах свободного агента вернулся в «Астон Виллу». 3 февраля 1994 года за 200 тысяч фунтов был продан в «Вулверхэмптон Уондерерс». 19 декабря того же года за 20 тысяч был продан в «Шеффилд Юнайтед». Свою карьеру завершил в «Бернли» в 1997 году. Больших успехов добился, выступая за «Астон Виллу». Входит в число наиболее значимых игроков клуба. За «Астон Виллу» с учётом кубков он провёл более 600 матчей, заняв 3-е место среди игроков клуба в истории по количеству проведённых за клуб матчей. Время его выступлений за «Астон Виллу» пришло на один из наиболее лучших периодов в истории клуба.

## Карьера в сборной
Гордон Кауанс был ключевым игроков «Астон Виллы» как в чемпионском сезоне 1980/1981, так и в Кубке европейских чемпионов и зарекомендовал себя хорошим полузащитником, выполняющим много работы на поле, отрабатывающим как в обороне, так и в атаке. Однако вызов в первую сборную Англии(с 1980 Кауанс играл за молодёжную команду и вторую сборную Англии) получил только в 1983 году при новом тренере сборной Бобби Робсоне, когда все значимые успехи «Астон Виллы» были в прошлом. Первым его матчем за сборную стал матч 23 февраля 1983 года против сборной Уэльса в чемпионате Великобритании (Home Championship), в этой игре он вышел в стартовом составе и провел весь матч. Игра завершилась победой Англии 2:1. Следующим матчем Кауанса стала игра с Венгрией 27 апреля того же года в рамках отборочного цикла к ЕВРО 1984, матч закончился победой Англии 2:0, Кауанс отыграл весь матч. Первый гол он забил 1 июня 1983 в ворота Шотландии, всего с февраля по июнь 1983 сыграл 7 матчей, причем всегда начинал в стартовом составе и только один раз был заменен. Можно сказать, что карьера в сборной у Кауанс начиналась хорошо, и за полгода он стал основным игроком сборной, не пропустив не одной игры Англии. Однако его перспективная карьера была испорчена тяжелой травмой, полученной в самом начале сезона 83/84. Из-за травмы он был вынужден пропустить 1,5 сезона, и начал играть за клуб только в 1985. В том же сезоне был продан в итальянский Бари, который не смог удержаться в серии А. Три сезона в серии Б, безусловно, не пошли на пользу его карьере в сборной. Однако, несмотря на то, что Кауанс выступал не в высшем дивизионе Италии, в 1986 году он сыграл два матча за сборную Англии. 29 января 1986 года в первом же матче после почти 3-летнего отсутствия в сборной Кауанс забивает Египту и играет весь матч. 26 марта Кауанс играет в матче против СССР, который Англия выигрывает 1:0. Однако после этих двух матчей он долго не появится в сборной, играя с Бари в серии Б. В 1988 году он возвращает в Англии в Астон Виллу. Сезон 1989/1990 уже немолодой Кауанс проводит на высоком уровне, а Астон Вилла завоевывает серебряные медали чемпионата Англии и в ноябре 1990 он опять получает вызов в сборную. Кауанс отыграл весь матч со сборной Ирландии в рамках отборочного ЕВРО 1992. Затем Кауанс стал стареть и потерял форму, а у Астон Виллы начался спад, матч с Ирландией стал для него последним в сборной. Итак, за сборную Англии Кауанс сыграл 10 матчей, причем все начинал в стартовом составе и только 1 раз был заменён, и что интересно, ни разу не проиграл, в этих матчах Англия либо выигрывала, либо играла вничью. Из 10 матчей Кауанс 7 сыграл в 1983, 2 в 1986 и 1 в 1990 году, 8 раз как игрок Астон Виллы и два как игрок Бари.

## Достижения
«Астон Вилла»
- Чемпион Англии: 1980/81
- Победитель Кубка европейских чемпионов: 1981/82
- Победитель Суперкубка УЕФА: 1983
- Вице-чемпион Англии: 1989/90, 1992/93

Сборная Англии
- Победитель Домашнего чемпионата: 1982/83